# Майстор от Треса
Майсторът от Треса (на италиански: Maestro di Tressa, предпол. ок. 1215 – след 1250) е италиански художник от Сиенската школа.
Предполага се, че живописецът работи в Сиена и нейните периферии през втората четвърт на XIII век.
Известният специалист по средновековна живопис Едуард Гарисън през 1949 година кръщава „Майстор от Треса“ неизвестния автор на фрагментите на олтара с изображение „Мадона с младенеца“ от църквата „Санта Мария а Треса“, недалеко от Сиена.
Неговото авторство, ученият приписва за няколко произведения, изпълнени през периода 1215 – 1240 години.
- Христос во славе и шест сцени от историята на Истинския кръста. 1215 г. Сиена, Пинакотека.
- Майстора от Треса. Мадона с младенеца, двама ангели и шест евангелски истории. Сиена, Музей на окръга.
- Майстор от Треса. Мадона с младенеца, ангели и светци. 1225 – 1250 г. Колекция Киджи Сарачини, Сиена.